# Дискография Джея Коула
Американский хип-хоп-исполнитель Джей Коул выпустил шесть студийных альбомов, один концертный альбом, три сборник, три мини-альбома, три микстейпа, 57 синглов (в том числе 22 как приглашённый исполнитель), два рекламных сингла и двадцать один музыкальных клипов. Джей Коул впервые занялся рэпом в подростковом возрасте, сотрудничая с местным Фейетвиллским хип-хоп дуэтом Bomm Sheltuh. Дебютный микстейп The Come Up был выпущен 4 мая 2007 года получив положительный приём. После выхода The Come Up, Джей Коул связался с американским рэпером Jay Z и впоследствии подписал контракт с его лейблом Roc Nation. Коул выпустил свой второй микстейп The Warm Up 15 июня 2009 года. Первый сингл с The Warm Up «Lights Please» достиг девятого места в американском чарте Billboard Bubbling Under R&B/Hip-Hop Singles и стал первым синглом Коула в национальном чарте. Позже он записан совместный трек «All I want Is You» в 2010 году с американским R&B певцом Мигель — сингл достиг 58-го места в американском чарте Billboard Hot 100. Третий микстейп Friday Night Lights был выпущен 12 ноября 2010 года.
Джей Коул выпустил свой дебютный студийный альбом Cole World: The Sideline Story 27 сентября 2011 года. Альбом дебютировал под номером один в американском чарте Billboard 200, с продажами в первую неделю 218.000 копий. Ведущий сингл альбома «Work Out» занял тринадцатое место в чарте Billboard Hot 100 и вошёл в десятку хитов чартов Billboard Hot R&B/Hip-Hop Songs и Hot Rap Songs. Cole World: The Sideline Story позже был сертифицирован платиной американской ассоциацией звукозаписывающих компаний (RIAA), в то время как «Work Out» был сертифицирован дважды платиновым. В поддержку альбома так же были выпущены ещё два сингла: «Can’t Get Enough» и «Nobody’s Perfect», которые достигли 52 и 61 позиций на Hot 100. Второй студийный альбом Джей Коул Born Sinner был выпущен 18 июня 2013 года. Ведущий сингл альбома «Power Trip» достиг 19 позиции на Hot 100 и получил платиновый сертификат от RIAA. 9 декабря 2014 года Джей Коул выпустил свой третий студийный альбом 2014 Forest Hills Drive. В поддержку альбома вышло четыре сингла: «Apparently», «Wet Dreamz», «No Role Modelz» и «Love Yourz». Альбом также разошёлся тиражом в 353.000 копий в первую неделю и стал первым рэп-альбомом за 25 лет, получившим платиновый статус в США без совместных синглов. Песни «No Role Modelz» и «Wet Dreamz» позже получили платиновый сертификат от RIAA.
В дополнение к своему четвёртому альбому, Cole выпустил три сингла в 2016 году: «Love Yourz», «Everybody Dies» и «False Prophets». Его альбом 4 Your Eyez Only был выпущен на вторую годовщину 2014 Forest Hill Drive. 4 Your Eyez Only был сертифицирован золотом, после чего он дебютировал под номером один в Billboard 200. Позже был выпущен «Deja Vu», дебютировавший на 7 позиции на Hot 100. Джей Коул стал первым музыкантом, который дебютировал с тремя новыми песнями в топ-10 Billboard Hot 100.

## Студийные альбомы
| Название                       | Детали | Высшая позиция в чартах | Высшая позиция в чартах | Высшая позиция в чартах | Высшая позиция в чартах | Высшая позиция в чартах | Высшая позиция в чартах | Высшая позиция в чартах | Высшая позиция в чартах | Высшая позиция в чартах | Продажи               | Сертификации                                                                                 |                       |
| Название                       | Детали | US                      | US R&B/HH               | US Rap                  | AUS                     | CAN                     | IRE                     | NZ                      | SWI                     | UK                      | Продажи               | Сертификации                                                                                 |                       |
| ------------------------------ | --- | ----------------------- | ----------------------- | ----------------------- | ----------------------- | ----------------------- | ----------------------- | ----------------------- | ----------------------- | ----------------------- | --------------------- | -------------------------------------------------------------------------------------------- | --------------------- |
| Cole World: The Sideline Story | - Релиз: 27 сентября 2011 - Лейбл: Roc Nation, Columbia - Формат: CD, цифровая дистрибуция                        | 1                       | 1                       | 1                       | 52                      | 4                       | 64                      | 36                      | 62                      | 25                      | - США: 855,000        | - RIAA: Платиновая - BPI: Золотая                                                            |                       |
| Born Sinner                    | - Релиз: 18 июня 2013 - Лейбл: Dreamville, Roc Nation, Columbia - Формат: CD, LP, цифровая дистрибуция            | 1                       | 1                       | 1                       | 14                      | 2                       | 45                      | 11                      | 27                      | 7                       | - США: 796,000        | - RIAA: Платиновая x2 - BPI: Золотая - MC: Золотая                                           |                       |
| 2014 Forest Hills Drive        | - Релиз: 9 декабря 2014 - Лейбл: Dreamville, Roc Nation, Columbia - Формат: CD, LP, цифровая дистрибуция          | 1                       | 1                       | 1                       | 40                      | 3                       | 31                      | 25                      | 49                      | 27                      | - США: 1,240,000      | - RIAA: Платиновая x3 - ARIA: Платиновая - BPI: Золотая - IFPI DEN: Платиновая - MC: Золотая |                       |
| 4 Your Eyez Only               | - Релиз: 9 декабря 2016 - Лейбл: Dreamville, Roc Nation, Interscope - Формат: CD, LP, цифровая дистрибуция        | 1                       | 1                       | 1                       | 6                       | 1                       | 19                      | 10                      | 16                      | 21                      | - США: 624,575        | - RIAA: Платиновая - BPI: Золотая                                                            |                       |
| KOD                            | - Релиз: 20 апреля 2018 - Лейбл: Dreamville, Roc Nation, Interscope - Формат: CD, LP, цифровая дистрибуция        | 1                       | 1                       | 1                       | 1                       | 1                       | 1                       | 1                       | 6                       | 2                       | - США: 241,000        | - RIAA: Платиновая - BPI: Золотая - MC: Золотая                                              |                       |
| The Off-Season                 | - Релиз: 14 мая 2021 - Лейбл: Dreamville, Roc Nation, Interscope - Формат: CD, LP, цифровая дистрибуция           | 1                       | 1                       | 1                       | 3                       | 1                       | 1                       | 1                       | 5                       | 2                       | - США: 282,000        | - BPI: Серебряная                                                                            |                       |
| The Fall Off                   | - Релиз: Будет объявлено позже - Лейбл: Dreamville, Roc Nation, Interscope - Формат: CD, LP, цифровая дистрибуция | Будет объявлено позже   | Будет объявлено позже   | Будет объявлено позже   | Будет объявлено позже   | Будет объявлено позже   | Будет объявлено позже   | Будет объявлено позже   | Будет объявлено позже   | Будет объявлено позже   | Будет объявлено позже | Будет объявлено позже                                                                        | Будет объявлено позже |

## Концертные альбомы
| Название                                       | Детали                                                                                                   | Высшая позиция в чартах |
| Название                                       | Детали                                                                                                   | US                      |
| ---------------------------------------------- | --- | ----------------------- |
| Forest Hills Drive: Live From Fayetteville, NC | - Релиз: 28 января 2016 - Лейбл: Dreamville, Roc Nation, Columbia - Формат: CD, LP, цифровая дистрибуция | 71                      |

## Сборники
| Название                                                     | Детали                                                                                     | Высшая позиция в чартах | Высшая позиция в чартах | Высшая позиция в чартах |
| Название                                                     | Детали                                                                                     | US                      | US R&B/HH               | US Rap                  |
| ------------------------------------------------------------ | ------------------------------------------------------------------------------------------ | ----------------------- | ----------------------- | ----------------------- |
| Revenge of the Dreamers (совместно с Dreamville Records)     | - Релиз: 18 января 2014 - Лейбл: Dreamville - Формат: Цифровая дистрибуция                 | —                       | —                       | —                       |
| Revenge of the Dreamers II (совместно с Dreamville Records)  | - Релиз: 8 декабря 2015 - Лейбл: Dreamville, Interscope - Формат: CD, цифровая дистрибуция | 29                      | 4                       | 3                       |
| Revenge of the Dreamers III (совместно с Dreamville Records) | - Релиз: 5 июля 2019 - Лейбл: Dreamville, Interscope - Формат: CD, цифровая дистрибуция    | 1                       | 1                       | 1                       |

## Мини-альбомы
| Назван        | Детали                                                                      |
| ------------- | --------------------------------------------------------------------------- |
| Truly Yours   | - Релиз: 12 февраля 2013 - Лейбл: Dreamville - Формат: Цифровая дистрибуция |
| Truly Yours 2 | - Релиз: 30 апреля 2013 - Лейбл: Dreamville - Формат: Цифровая дистрибуция  |

## Микстейпы
| Название            | Детали                                                                     |
| ------------------- | -------------------------------------------------------------------------- |
| The Come Up         | - Релиз: 4 мая 2007 - Лейбл: By Any Means - Формат: Цифровая дистрибуция   |
| The Warm Up         | - Релиз: 15 июня 2009 - Лейбл: Roc Nation - Формат: Цифровая дистрибуция   |
| Friday Night Lights | - Релиз: 12 ноября 2010 - Лейбл: Roc Nation - Формат: Цифровая дистрибуция |
|                     |                                                                            |

## Синглы

### Как ведущий артист
| Название                                                                                | Год  | Высшая позиция в чартах | Высшая позиция в чартах | Высшая позиция в чартах | Высшая позиция в чартах | Высшая позиция в чартах | Высшая позиция в чартах | Высшая позиция в чартах | Высшая позиция в чартах | Высшая позиция в чартах | Высшая позиция в чартах | Сертификации                                                                                     | Альбом                                         |
| Название                                                                                | Год  | US                      | US R&B /HH              | US Rap                  | AUS                     | CAN                     | IRE                     | NZ                      | SWI                     | UK                      | UK R&B                  | Сертификации                                                                                     | Альбом                                         |
| --------------------------------------------------------------------------------------- | ---- | ----------------------- | ----------------------- | ----------------------- | ----------------------- | ----------------------- | ----------------------- | ----------------------- | ----------------------- | ----------------------- | ----------------------- | ------------------------------------------------------------------------------------------------ | ---------------------------------------------- |
| «Lights Please»                                                                         | 2009 | —                       | —                       | —                       | —                       | —                       | —                       | —                       | —                       | —                       | —                       |                                                                                                  | The Warm Up and Cole World: The Sideline Story |
| «Who Dat»                                                                               | 2010 | 93                      | 32                      | 19                      | —                       | —                       | —                       | —                       | —                       | —                       | —                       |                                                                                                  | Cole World: The Sideline Story                 |
| «Work Out»                                                                              | 2011 | 13                      | 10                      | 3                       | —                       | 32                      | —                       | —                       | —                       | 158                     | —                       | - RIAA: 2 × платиновый - BPI: серебряный - MC: золотой                                           | Cole World: The Sideline Story                 |
| «Can’t Get Enough» (совместно с Трей Сонгз)                                             | 2011 | 52                      | 7                       | 5                       | —                       | —                       | —                       | —                       | —                       | 169                     | 40                      | - RIAA: платиновый                                                                               | Cole World: The Sideline Story                 |
| «Mr. Nice Watch» (совместно с Jay-Z)                                                    | 2011 | —                       | 87                      | —                       | —                       | —                       | —                       | —                       | —                       | —                       | —                       |                                                                                                  | Cole World: The Sideline Story                 |
| «Nobody’s Perfect» (совместно с Мисси Эллиотт)                                          | 2012 | 61                      | 3                       | 4                       | —                       | —                       | —                       | —                       | —                       | —                       | —                       |                                                                                                  | Cole World: The Sideline Story                 |
| «Miss America»                                                                          | 2012 | —                       | 34                      | —                       | —                       | —                       | —                       | —                       | —                       | —                       | —                       |                                                                                                  | Born Sinner                                    |
| «Power Trip» (совместно с Miguel)                                                       | 2013 | 19                      | 5                       | 3                       | —                       | —                       | —                       | —                       | —                       | 46                      | 9                       | - RIAA: платиновый - BPI: серебряный                                                             | Born Sinner                                    |
| «Crooked Smile» (совместно с TLC)                                                       | 2013 | 27                      | 7                       | 4                       | —                       | —                       | —                       | —                       | —                       | 114                     | 27                      | - RIAA: платиновый                                                                               | Born Sinner                                    |
| «Forbidden Fruit» (совместно с Кендрик Ламар)                                           | 2013 | —                       | 46                      | —                       | —                       | —                       | —                       | —                       | —                       | —                       | —                       |                                                                                                  | Born Sinner                                    |
| «She Knows» (совместно с Эмбер Коффман)                                                 | 2013 | 90                      | 24                      | 11                      | —                       | —                       | —                       | —                       | —                       | 68                      | 10                      |                                                                                                  | Born Sinner                                    |
| «Apparently»                                                                            | 2014 | 58                      | 17                      | 10                      | —                       | —                       | —                       | —                       | —                       | —                       | —                       |                                                                                                  | 2014 Forest Hills Drive                        |
| «Wet Dreamz»                                                                            | 2015 | 61                      | 16                      | 12                      | —                       | —                       | —                       | —                       | —                       | —                       | —                       | - RIAA: платиновый - BPI: золотой                                                                | 2014 Forest Hills Drive                        |
| «No Role Modelz»                                                                        | 2015 | 36                      | 27                      | 18                      | —                       | 62                      | 91                      | —                       | —                       | —                       | —                       | - RIAA: платиновый - BPI: золотой - IFPI DEN: золотой                                            | 2014 Forest Hills Drive                        |
| «Love Yourz»                                                                            | 2016 | —                       | 41                      | 24                      | —                       | —                       | —                       | —                       | —                       | —                       | —                       |                                                                                                  | 2014 Forest Hills Drive                        |
| «Everybody Dies»                                                                        | 2016 | 57                      | 29                      | 23                      | —                       | 93                      | —                       | —                       | —                       | —                       | —                       |                                                                                                  | Внеальбомный сингл                             |
| «False Prophets»                                                                        | 2016 | 54                      | 27                      | 21                      | —                       | 81                      | —                       | —                       | —                       | —                       | —                       |                                                                                                  | Внеальбомный сингл                             |
| «Deja Vu»                                                                               | 2017 | 7                       | 4                       | 2                       | 45                      | 7                       | 56                      | —                       | 46                      | 30                      | 3                       | - BPI: серебряный                                                                                | 4 Your Eyez Only                               |
| «High for Hours»                                                                        | 2017 | —                       | —                       | —                       | —                       | —                       | —                       | —                       | —                       | —                       | —                       |                                                                                                  | Внеальбомный сингл                             |
| «Neighbors»                                                                             | 2017 | 13                      | 8                       | 6                       | —                       | 17                      | 80                      | —                       | 96                      | 54                      | 8                       |                                                                                                  | 4 Your Eyez Only                               |
| «KOD»                                                                                   | 2018 | 10                      | 7                       | 7                       | 20                      | 12                      | 14                      | 10                      | 42                      | 17                      | 7                       | - MC: платиновый                                                                                 | KOD                                            |
| «ATM»                                                                                   | 2018 | 6                       | 4                       | 4                       | 32                      | 5                       | 32                      | 20                      | 87                      | 28                      | 13                      | - MC: золотой                                                                                    | KOD                                            |
| «Album of the Year (Freestyle)»                                                         | 2018 | 87                      | 44                      | —                       | —                       | 84                      | —                       | —                       | —                       | —                       | —                       |                                                                                                  | Внеальбомный сингл                             |
| «Tribe» (совместно с Bas)                                                               | 2018 | —                       | 48                      | —                       | —                       | —                       | —                       | —                       | —                       | —                       | —                       | - RIAA: золотой                                                                                  | Milky Way                                      |
| «Off Deez» (совместно с J.I.D)                                                          | 2018 | —                       | —                       | —                       | —                       | —                       | —                       | —                       | —                       | —                       | —                       |                                                                                                  | DiCaprio 2                                     |
| «Shea Butter Baby» (совместно с Ari Lennox)                                             | 2019 | —                       | —                       | —                       | —                       | —                       | —                       | —                       | —                       | —                       | —                       | - RIAA: золотой                                                                                  | Creed II: The Album и Shea Butter Baby         |
| «Middle Child»                                                                          | 2019 | 4                       | 2                       | 2                       | 15                      | 4                       | 3                       | 6                       | 28                      | 9                       | 4                       | - RIAA: 4 × платиновый - ARIA: золотой - BPI: серебряный - RMNZ: золотой                         | Revenge of the Dreamers III                    |
| «The London» (совместно с Янг Таг и Трэвис Скотт)                                       | 2019 | 12                      | 6                       | 5                       | 13                      | 6                       | 19                      | 12                      | 20                      | 18                      | —                       | - RIAA: 2 × платиновый - ARIA: платиновый - BPI: серебряный - MC: 2 × платиновый - RMNZ: золотой | So Much Fun                                    |
| «—» означает запись, которая не попала в чарты или не была выпущена на этой территории. |      |                         |                         |                         |                         |                         |                         |                         |                         |                         |                         |                                                                                                  |                                                |

### Как приглашённый артист
| Название                                                                                | Год  | Высшая позиция в чартах | Высшая позиция в чартах | Высшая позиция в чартах | Высшая позиция в чартах | Высшая позиция в чартах | Высшая позиция в чартах | Сертификации           | Альбом                                     |
| Название                                                                                | Год  | US                      | US R&B/HH               | BEL (FL)                | CAN                     | NLD                     | UK                      | Сертификации           | Альбом                                     |
| --------------------------------------------------------------------------------------- | ---- | ----------------------- | ----------------------- | ----------------------- | ----------------------- | ----------------------- | ----------------------- | ---------------------- | ------------------------------------------ |
| «Just Begun» (Reflection Eternal при уч. Джея Коула, Mos Def и Jay Electronica)         | 2010 | —                       | —                       | —                       | —                       | —                       | —                       |                        | Revolutions per Minute                     |
| «All I Want Is You» (Мигель при уч. Джея Коула)                                         | 2010 | 58                      | 7                       | —                       | —                       | —                       | —                       | - RIAA: платиновый     | All I Want Is You                          |
| «A Star Is Born» (Jay-Z при уч. Джея Коула)                                             | 2010 | —                       | 91                      | —                       | —                       | —                       | —                       |                        | The Blueprint 3                            |
| «Feel Love» (Шон Гарретт при уч. Джея Коула)                                            | 2011 | —                       | 49                      | —                       | —                       | —                       | —                       |                        | Внеальбомный сингл                         |
| «Bad Girls Club» (Wale при уч. Джея Коула)                                              | 2011 | —                       | —                       | —                       | —                       | —                       | —                       |                        | Внеальбомный сингл                         |
| «Trouble» (Bei Maejor при уч. Джея Коула)                                               | 2011 | —                       | 34                      | —                       | —                       | —                       | —                       |                        | Внеальбомный сингл                         |
| «Only Wanna Give It to You» (Elle Varner при уч. Джея Коула)                            | 2011 | —                       | 20                      | —                       | —                       | —                       | —                       |                        | Perfectly Imperfect                        |
| «Party» (Remix) (Бейонсе при уч. Джея Коула)                                            | 2011 | —                       | —                       | —                       | —                       | —                       | —                       |                        | Внеальбомный сингл                         |
| «This Time» (Melanie Fiona при уч. Джея Коула)                                          | 2012 | —                       | 89                      | —                       | —                       | —                       | —                       |                        | The MF Life                                |
| «Acid Rain» (Remix) (Алексис Джордан при уч. Джея Коула)                                | 2013 | —                       | —                       | 55                      | —                       | 88                      | —                       |                        | Внеальбомный сингл                         |
| «Cold Blood» (Yo Gotti при уч. Джея Коула и Canei Finch)                                | 2013 | —                       | 50                      | —                       | —                       | —                       | —                       |                        | I Am                                       |
| «Planez» (Jeremih при уч. Джея Коула)                                                   | 2015 | 44                      | 15                      | —                       | —                       | —                       | —                       | - RIAA: 2 × платиновый | Late Nights                                |
| «No Sleeep» (Джанет Джексон при уч. Джея Коула)                                         | 2015 | 63                      | 18                      | —                       | —                       | —                       | —                       |                        | Unbreakable                                |
| «Night Job» (Bas при уч. Джея Коула)                                                    | 2016 | —                       | —                       | —                       | —                       | —                       | —                       |                        | Too High to Riot                           |
| «Can’t Call It» (Spillage Village при уч. EARTHGANG, J.I.D, Джея Коула & Bas)           | 2016 | —                       | —                       | —                       | —                       | —                       | —                       |                        | Bears Like This Too Much                   |
| «Boblo Boat» (Royce da 5’9 при уч. Джея Коула)                                          | 2018 | —                       | —                       | —                       | —                       | —                       | —                       |                        | Book of Ryan                               |
| «Come Through and Chill» (Мигель при уч. Джея Коула)                                    | 2018 | —                       | —                       | —                       | —                       | —                       | —                       |                        | War & Leisure                              |
| «Sojourner» (Rapsody при уч. Джея Коула)                                                | 2018 | —                       | —                       | —                       | —                       | —                       | —                       |                        | 9th Wonder Presents: Jamla Is the Squad II |
| «A Lot» (21 Savage при уч. Джея Коула)                                                  | 2019 | 12                      | 5                       | —                       | —                       | —                       | 29                      |                        | I Am > I Was                               |
| «—» означает запись, которая не попала в чарты или не была выпущена на этой территории. |      |                         |                         |                         |                         |                         |                         |                        |                                            |

## Другие чартерные синглы
| Название                                                                                | Год  | Высшая позиция в чартах | Высшая позиция в чартах | Высшая позиция в чартах | Высшая позиция в чартах | Высшая позиция в чартах | Высшая позиция в чартах | Высшая позиция в чартах | Высшая позиция в чартах | Высшая позиция в чартах | Высшая позиция в чартах | Альбом                   |
| Название                                                                                | Год  | US                      | US R&B/HH               | US Rap                  | AUS                     | CAN                     | IRE                     | NZ                      | SWE                     | UK                      | UK R&B                  | Альбом                   |
| --------------------------------------------------------------------------------------- | ---- | ----------------------- | ----------------------- | ----------------------- | ----------------------- | ----------------------- | ----------------------- | ----------------------- | ----------------------- | ----------------------- | ----------------------- | ------------------------ |
| «Blow Up»                                                                               | 2010 | —                       | —                       | —                       | —                       | —                       | —                       | —                       | —                       | —                       | —                       | Friday Night Lights      |
| «In the Morning» (feat. Дрейк)                                                          | 2010 | —                       | 57                      | —                       | —                       | —                       | —                       | —                       | —                       | —                       | —                       | Friday Night Lights      |
| «Undercover» (DJ Drama при уч. Криса Брауна и Джея Коула)                               | 2011 | —                       | —                       | —                       | —                       | —                       | —                       | —                       | —                       | —                       | —                       | Third Power              |
| «Love and War» (Рита Ора при уч. Джея Коула)                                            | 2012 | —                       | —                       | —                       | —                       | —                       | —                       | —                       | —                       | 193                     | —                       | Ora                      |
| «Villuminati»                                                                           | 2013 | —                       | —                       | —                       | —                       | —                       | —                       | —                       | —                       | —                       | —                       | Born Sinner              |
| «Born Sinner» (при уч. James Fauntleroy II)                                             | 2013 | —                       | —                       | —                       | —                       | —                       | —                       | —                       | —                       | —                       | —                       | Born Sinner              |
| «Let Nas Down»                                                                          | 2013 | —                       | —                       | —                       | —                       | —                       | —                       | —                       | —                       | —                       | —                       | Born Sinner              |
| «Rich Niggaz»                                                                           | 2013 | —                       | —                       | —                       | —                       | —                       | —                       | —                       | —                       | —                       | —                       | Born Sinner              |
| «January 28th»                                                                          | 2014 | —                       | 46                      | —                       | —                       | —                       | —                       | —                       | —                       | —                       | —                       | 2014 Forest Hills Drive  |
| «03’ Adolescence»                                                                       | 2014 | —                       | 45                      | —                       | —                       | —                       | —                       | —                       | —                       | —                       | —                       | 2014 Forest Hills Drive  |
| «A Tale of 2 Citiez»                                                                    | 2014 | —                       | 33                      | 25                      | —                       | —                       | —                       | —                       | —                       | —                       | —                       | 2014 Forest Hills Drive  |
| «Fire Squad»                                                                            | 2014 | —                       | 31                      | 24                      | —                       | —                       | —                       | —                       | —                       | —                       | —                       | 2014 Forest Hills Drive  |
| «St. Tropez»                                                                            | 2014 | —                       | 50                      | —                       | —                       | —                       | —                       | —                       | —                       | —                       | —                       | 2014 Forest Hills Drive  |
| «G.O.M.D.»                                                                              | 2014 | —                       | 34                      | —                       | —                       | —                       | —                       | —                       | —                       | —                       | —                       | 2014 Forest Hills Drive  |
| «Jermaine’s Interlude» (DJ Khaled при уч. Джея Коула)                                   | 2016 | —                       | —                       | —                       | —                       | —                       | —                       | —                       | —                       | —                       | —                       | Major Key                |
| «For Whom the Bell Tolls»                                                               | 2016 | 23                      | 13                      | 11                      | —                       | 31                      | —                       | —                       | —                       | 82                      | 14                      | 4 Your Eyez Only         |
| «Immortal»                                                                              | 2016 | 11                      | 6                       | 4                       | 57                      | 12                      | 71                      | —                       | 98                      | 49                      | 7                       | 4 Your Eyez Only         |
| «Ville Mentality»                                                                       | 2016 | 24                      | 14                      | 12                      | —                       | 32                      | —                       | —                       | —                       | 78                      | 12                      | 4 Your Eyez Only         |
| «She’s Mine, Pt. 1»                                                                     | 2016 | 22                      | 12                      | 10                      | —                       | 34                      | —                       | —                       | —                       | 81                      | 13                      | 4 Your Eyez Only         |
| «Change»                                                                                | 2016 | 21                      | 11                      | 9                       | —                       | 23                      | —                       | —                       | —                       | 63                      | —                       | 4 Your Eyez Only         |
| «Foldin Clothes»                                                                        | 2016 | 30                      | 18                      | 15                      | —                       | 37                      | —                       | —                       | —                       | 89                      | 17                      | 4 Your Eyez Only         |
| «She’s Mine, Pt. 2»                                                                     | 2016 | 34                      | 21                      | 17                      | —                       | 53                      | —                       | —                       | —                       | —                       | 24                      | 4 Your Eyez Only         |
| «4 Your Eyez Only»                                                                      | 2016 | 29                      | 17                      | 14                      | —                       | 43                      | —                       | —                       | —                       | 99                      | 18                      | 4 Your Eyez Only         |
| «Photograph»                                                                            | 2018 | 14                      | 9                       | 8                       | 41                      | 19                      | 36                      | 26                      | —                       | 30                      | 15                      | KOD                      |
| «Kevin’s Heart»                                                                         | 2018 | 8                       | 5                       | 5                       | 46                      | 16                      | 38                      | 28                      | —                       | 56                      | —                       | KOD                      |
| «Motiv8»                                                                                | 2018 | 15                      | 10                      | 9                       | 47                      | 23                      | 37                      | —                       | —                       | —                       | —                       | KOD                      |
| «1985»                                                                                  | 2018 | 20                      | 14                      | 12                      | —                       | 32                      | 41                      | —                       | —                       | —                       | —                       | KOD                      |
| «The Cut Off» (при уч. Kill Edward)                                                     | 2018 | 28                      | 19                      | 15                      | —                       | 38                      | 51                      | —                       | —                       | —                       | —                       | KOD                      |
| «Brackets»                                                                              | 2018 | 30                      | 20                      | 16                      | —                       | 46                      | 56                      | —                       | —                       | —                       | —                       | KOD                      |
| «Friends» (feat. Kill Edward)                                                           | 2018 | 46                      | 28                      | 23                      | —                       | 57                      | 72                      | —                       | —                       | —                       | —                       | KOD                      |
| «Window Pain»                                                                           | 2018 | 41                      | 26                      | 22                      | —                       | 63                      | 75                      | —                       | —                       | —                       | —                       | KOD                      |
| «Once an Addict»                                                                        | 2018 | 47                      | 29                      | 24                      | —                       | 75                      | 76                      | —                       | —                       | —                       | —                       | KOD                      |
| «Intro»                                                                                 | 2018 | 53                      | 32                      | —                       | —                       | 73                      | 90                      | —                       | —                       | —                       | —                       | KOD                      |
| «Pretty Little Fears» (6lack при уч. Джея Коула)                                        | 2018 | 76                      | 35                      | —                       | —                       | 65                      | 76                      | —                       | —                       | 86                      | —                       | East Atlanta Love Letter |
| «—» означает запись, которая не попала в чарты или не была выпущена на этой территории. |      |                         |                         |                         |                         |                         |                         |                         |                         |                         |                         |                          |

## Гостевое участие
| Название                                    | Год  | Другие артисты                                                                                        | Альбом                                |
| ------------------------------------------- | ---- | --- | ------------------------------------- |
| «Rather Be with You (Vagina Is for Lovers)» | 2009 | Wale, Currensy                                                                                        | Back to the Feature                   |
| «Beautiful Bliss»                           | 2009 | Wale, Melanie Fiona                                                                                   | Attention Deficit                     |
| «Gladiators»                                | 2010 | B.o.B                                                                                                 | May 25th                              |
| «Still the Hottest»                         | 2010 | Young Chris                                                                                           | The Network 2                         |
| «Look in the Mirror» (Remix)                | 2010 | Yo Gotti, Wale, Уиз Халифа                                                                            | нет                                   |
| «Looking for Trouble»                       | 2010 | Канье Уэст, Pusha T, Big Sean, Cyhi the Prynce                                                        | нет                                   |
| «Buyou»                                     | 2010 | Кери Хилсон                                                                                           | No Boys Allowed                       |
| «Leave Me Alone»                            | 2011 | Kevin Cossom                                                                                          | By Any Means                          |
| «S&M» (Remix)                               | 2011 | Рианна                                                                                                | нет                                   |
| «Champion» (Remix)                          | 2011 | Chipmunk, Крис Браун                                                                                  | нет                                   |
| «Relaxation»                                | 2011 | Fashawn, Omen                                                                                         | Higher Learning Vol. 2                |
| «Nothing for the Radio»                     | 2011 | Fashawn                                                                                               | Higher Learning Vol. 2                |
| «Never Holdin’ Me Back»                     | 2011 | Трэвис Баркер                                                                                         | Let the Drummer Get Wicked            |
| «Killers»                                   | 2011 | Alex Haldi                                                                                            | The Glorification of Gangster         |
| «Let It Go»                                 | 2011 | StartYourOwnRebellion                                                                                 | LP3020                                |
| «Fitted Cap»                                | 2011 | Wale, Рик Росс, Meek Mill                                                                             | Self Made Vol. 1                      |
| «Pity»                                      | 2011 | Voli, Omen                                                                                            | In the Meanwhile                      |
| «Undercover»                                | 2011 | DJ Drama, Chris Brown                                                                                 | Third Power                           |
| «Mama Told Me»                              | 2011 | Omen                                                                                                  | Afraid of Heights                     |
| «World Premiere»                            | 2011 | Elite                                                                                                 | Awaken                                |
| «Like It or Love It»                        | 2011 | Тайни Темпа, Wretch 32                                                                                | Happy Birthday                        |
| «Fly Together»" (Remix)                     | 2012 | Red Café, Trey Songz, Wale                                                                            | Hell’s Kitchen                        |
| «I’m On 2.0»                                | 2012 | Trae tha Truth, Mark Morrison, Big K.R.I.T., Jadakiss, Кендрик Ламар, B.o.B, Tyga, Gudda Gudda, Bun B | Tha Blackprint                        |
| «Let It Show»                               | 2012 | Tyga                                                                                                  | Careless World: Rise of the Last King |
| «Drank in My Cup» (Remix)                   | 2012 | Kirko Bangz                                                                                           | Progression 2: A Young Texas Playa    |
| «Roll Call»                                 | 2012 | Trae tha Truth                                                                                        | Welcome 2 the Streets                 |
| «Sound of Love»                             | 2012 | Voli                                                                                                  | The Wall                              |
| «They Ready»                                | 2012 | DJ Khaled, Big K.R.I.T., Kendrick Lamar                                                               | Kiss the Ring                         |
| «Love and War»                              | 2012 | Рита Ора                                                                                              | Ora                                   |
| «Green Ranger»                              | 2012 | Лил Уэйн                                                                                              | Dedication 4                          |
| «24 Karats of Gold»                         | 2012 | Big Sean                                                                                              | Detroit                               |
| «Riggamuffin (Remix)»                       | 2012 | Selah Sue                                                                                             | Rarities                              |
| «Diamonds»                                  | 2012 | French Montana, Rick Ross                                                                             | Mac & Cheese 3                        |
| «Louis Vuitton»                             | 2012 | Fabolous                                                                                              | The S.O.U.L. Tape 2                   |
| «Pray»                                      | 2012 | Game, JMSN                                                                                            | Jesus Piece                           |
| «Maine on Fire»                             | 2013 | Funkmaster Flex                                                                                       | Who You Mad At? Me or Yourself?       |
| «Lit»                                       | 2013 | Bas, KQuick                                                                                           | Quarter Water Raised Me Vol. II       |
| «Jodeci Freestyle»                          | 2013 | Дрейк                                                                                                 | нет                                   |
| «Black Grammys»                             | 2013 | Wale, Rockie Fresh, Meek Mill                                                                         | Self Made Vol. 3                      |
| «Hells Kitchen»                             | 2013 | DJ Khaled, Bas                                                                                        | Suffering from Success                |
| «Knock Tha Hustle» (Remix)                  | 2014 | Cozz                                                                                                  | Cozz & Effect                         |
| «My Nigga Just Made Bail»                   | 2014 | Bas                                                                                                   | Last Winter                           |
| «Animals» (Remix)                           | 2014 | Maroon 5                                                                                              | нет                                   |
| «Vendetta»                                  | 2014 | Elijah Blake                                                                                          | нет                                   |
| «Remember Me»                               | 2014 | Canei Finch                                                                                           | Morning Music                         |
| «The Pessimist»                             | 2015 | Wale                                                                                                  | The Album About Nothing               |
| «Black Heaven»                              | 2015 | Boosie Badazz, Кейша Коул                                                                             | Touchdown 2 Cause Hell                |
| «Warm Enough»                               | 2015 | Chance the Rapper, Noname Gypsy                                                                       | Surf                                  |
| «Children of Men»                           | 2015 | Trae tha Truth                                                                                        | Tha Truth                             |
| «Jermaine’s Interlude»                      | 2016 | DJ Khaled                                                                                             | Major Key                             |
| «Legendary»                                 | 2017 | Joey Bada$$                                                                                           | All-Amerikkkan Badass                 |
| «AfricAryan»                                | 2017 | Logic, Neil deGrasse Tyson                                                                            | Everybody                             |
| «Come Through and Chill»                    | 2017 | Мигель, Salaam Remi                                                                                   | War & Leisure                         |
| «American Dream»                            | 2017 | Jeezy, Kendrick Lamar                                                                                 | Pressure                              |
| «Zendaya»                                   | 2018 | Cozz                                                                                                  | Effected                              |
| «OSOM»                                      | 2018 | Jay Rock                                                                                              | Redemption                            |
| «Pretty Little Fears»                       | 2018 | 6lack                                                                                                 | East Atlanta Love Letter              |
| «My Boy (Freestyle)»                        | 2018 | Wale                                                                                                  | Free Lunch — EP                       |
| «Say Na»                                    | 2018 | Moneybagg Yo                                                                                          | RESET                                 |
| «Trippy»                                    | 2018 | Anderson. Paak                                                                                        | Oxnard                                |
| «a lot»                                     | 2018 | 21 Savage                                                                                             | i am > i was                          |
| «How Did I Get Here»                        | 2019 | Offset                                                                                                | Father of 4                           |

## Музыкальные видео

### Как ведущий артист
| Название                                  | Года | Режиссёр               |
| ----------------------------------------- | ---- | ---------------------- |
| «Simba»                                   | 2008 | BB Gun, Adam Roy       |
| «Who Dat»                                 | 2010 | BB Gun, Adam Roy       |
| «In the Morning» (feat. Дрейк)            | 2011 | BB Gun, Adam Roy       |
| «Work Out»                                | 2011 | Clifton Bell           |
| «Can’t Get Enough» (feat. Трей Сонгз)     | 2011 | Clifton Bell           |
| «Daddy’s Little Girl»                     | 2011 | Axel Laramée           |
| «Lost Ones»                               | 2011 | BB Gun                 |
| «Nobody’s Perfect» (feat. Мисси Эллиотт)  | 2012 | Colin Tilley           |
| «Sideline Story»                          | 2012 | Adam Roy, Axel Laramée |
| «Power Trip» (feat. Мигель)               | 2013 | Nabil, Mike Piscitelli |
| «Crooked Smile» (feat. TLC)               | 2013 | Sheldon Candis         |
| «She Knows» (feat. Amber Coffman и Cults) | 2014 | Sam Pilling            |
| «Lights Please»                           | 2014 | BB Gun                 |
| «Intro (2014 Forest Hills Drive)»         | 2014 | Scott Lazes            |
| «Apparently»                              | 2014 | Scott Lazes            |
| «G.O.M.D»                                 | 2015 | Lawrence Lamont        |
| «Wet Dreamz»                              | 2015 | Ryan Staake            |
| «Love Yourz (Live)»                       | 2016 | Steve Carr             |
| «Everybody Dies»                          | 2016 | Scott Lazer            |
| «False Prophets»                          | 2016 | Scott Lazer            |
| «4 Your Eyez Only»                        | 2017 | Scott Lazer, Джей Коул |
| «ATM»                                     | 2018 | Scott Lazer, Джей Коул |
| «Kevin’s Heart»                           | 2018 | Scott Lazer, Джей Коул |
| «Album Of The Year (Freestyle)»           | 2018 | Simone David           |
| «Middle Child»                            | 2019 | Scott Lazer King Mez   |

### Как приглашённый артист
| Название | Год  | Режиссёр                       |
| --- | ---- | ------------------------------ |
| «All I Want Is You» (Мигель при уч. Джея Коула)                                                                              | 2010 | Alex Moore                     |
| «Feel Love» (Шон Гарретт при уч. Джея Коула)                                                                                 | 2011 | Taj                            |
| «Trouble» (Bei Maejor при уч. Джея Коула)                                                                                    | 2011 | Declan Whitebloom              |
| «Only Wanna Give It to You» (Elle Varner при уч. Джея Коула)                                                                 | 2011 | Orson Whales                   |
| «Party» (Remix) (Бейонсе при уч. Джея Коула)                                                                                 | 2011 | Alan Ferguson, Beyoncé Knowles |
| «Bad Girls Club» (Wale при уч. Джея Коула)                                                                                   | 2011 | Rock Jacobs                    |
| «I’m On 2.0» (Trae Tha Truth при уч. Джея Коула, Кендрика Ламара, B.o.B, Jadakiss, Tyga, Mark Morrison, Gudda Gudda и Bun B) | 2012 | Phillyflyboy                   |
| «This Time» (Melanie Fiona при уч. Джея Коула)                                                                               | 2012 | Colin Tilley                   |
| «Diamonds» (Френч Монтана при уч. Джея Коула и Рика Росса)                                                                   | 2013 | Edgar Esteves                  |
| «Lit» (Bas при уч. Джея Коула и KQuick)                                                                                      | 2013 | Justin Benoliel                |
| «No Sleeep» (Джанет Джексон при уч. Джея Коула)                                                                              | 2015 | Dave Meyers                    |
| «Boblo Boat» (Royce da 5’9 при уч. Джея Коула)                                                                               | 2018 | Джей Коул                      |
| «OSOM» (Jay Rock при уч. Джея Коула)                                                                                         | 2018 | Dave Free                      |
| «Tribe» (Bas при уч. Джея Коула)                                                                                             | 2018 | Andrew Nisinson                |
| «Pretty Little Fears» (6lack при уч. Джея Коула)                                                                             | 2018 | Matthew Dillon Cohen           |
| «Say Na» (Moneybagg Yo при уч. Джея Коула)                                                                                   | 2018 | N/A                            |
| «Off Deez» (J.I.D при уч. Джея Коула)                                                                                        | 2018 | Cole Bennett                   |
| «A Lot» (21 Savage при уч. Джея Коула)                                                                                       | 2019 | Aisultan Seitov                |
| «Shea Butter Baby» (Ari Lennox при уч. Джея Коула)                                                                           | 2019 | Bennett Johnson                |

### Комментарии
1. ↑  «Lights Please» не вошёл в чарт Hot R&B/Hip-Hop Songs, но достиг высшей позиции под номером девять в чарте Bubbling Under R&B/Hip-Hop Singles, который является расширением чарта R&B/Hip-Hop Songs.[5]
2. ↑  «Who Dat» входит в подарочное издание iTunes
3. ↑  «Mr. Nice Watch» не вошёл в чарт Billboard Hot 100, но достиг высшей позиции под номером 19 в чарте Bubbling Under Hot 100 Singles, который является расширением чарта Hot 100.[45]
4. ↑  «Miss America» не вошёл в чарт Billboard Hot 100, но достиг высшей позиции под номером 20 в чарте Bubbling Under Hot 100 Singles, который является расширением чарта Hot 100.[45]
5. ↑  «Deja Vu» не вошёл в чарт NZ Top 40 Singles, но достиг высшей позиции под номером два в чарте NZ Heatseeker Singles.[47]
6. ↑  «High for Hours» не вошёл в чарт Billboard Hot 100, но достиг высшей позиции под номером 22 в чарте Bubbling Under Hot 100 Singles, который является расширением чарта Hot 100.[45]
7. ↑  «High for Hours» не вошёл в чарт Hot R&B/Hip-Hop Songs, но достиг высшей позиции под номером четыре в чарте Bubbling Under R&B/Hip-Hop Singles.[5]
8. ↑  «High for Hours» не вошёл в чарт NZ Top 40 Singles, но достиг высшей позиции под номером пять в чарте NZ Heatseeker Singles.[49]
9. ↑  «Tribe» не вошёл в чарт Billboard Hot 100, но достиг высшей позиции под номером восемь в чарте Bubbling Under Hot 100 Singles, который является расширением к Hot 100.[45]
10. ↑  «Trouble» не вошёл в чарт Billboard Hot 100, но достиг высшей позиции под номером 13 в чарте Bubbling Under Hot 100 Singles, который является расширением чарта Hot 100.[45]
11. ↑  «Blow Up» не вошёл в чарт Hot R&B/Hip-Hop Songs, но достиг высшей позиции под номером 17 в чарте Bubbling Under R&B/Hip-Hop Singles, который является расширением чарта R&B/Hip-Hop Songs.[5]
12. ↑  «In the Morning» не вошёл в чарт Billboard Hot 100, но достиг высшей позиции под номером 17 в чарте Bubbling Under Hot 100 Singles, который является расширением чарта Hot 100.[45]
13. ↑  «Undercover» не вошёл в чарт Hot R&B/Hip-Hop Songs, но достиг высшей позиции под номером 15 в чарте Bubbling Under R&B/Hip-Hop Singles, который является расширением чарта R&B/Hip-Hop Songs.[5]
14. ↑  «Villuminati» не вошёл в чарт Hot R&B/Hip-Hop Songs, но достиг высшей позиции под номером один в чарте Bubbling Under R&B/Hip-Hop Singles, который является расширением чарта R&B/Hip-Hop Songs.[5]
15. ↑  «Born Sinner» не вошёл в чарт Hot R&B/Hip-Hop Songs, но достиг высшей позиции под номером три в чарте Bubbling Under R&B/Hip-Hop Singles, который является расширением чарта R&B/Hip-Hop Songs.[5]
16. ↑  «Let Nas Down» не вошёл в чарт Hot R&B/Hip-Hop Songs, но достиг высшей позиции под номером пять в чарте Bubbling Under R&B/Hip-Hop Singles, который является расширением чарта R&B/Hip-Hop Songs.[5]
17. ↑  «Rich Niggaz» не вошёл в чарт Hot R&B/Hip-Hop Songs, но достиг высшей позиции под номером десять в чарте Bubbling Under R&B/Hip-Hop Singles, который является расширением чарта R&B/Hip-Hop Songs.[5]
18. ↑  «January 28th» не вошёл в чарт Billboard Hot 100, но достиг высшей позиции под номером 24 в чарте Bubbling Under Hot 100 Singles, который является расширением чарта Hot 100.[45]
19. ↑  «03' Adolescence» не вошёл в чарт Billboard Hot 100, но достиг высшей позиции под номером 23 в чарте Bubbling Under Hot 100 Singles, который является расширением чарта Hot 100.[45]
20. ↑  «A Tale of 2 Citiez» не вошёл в чарт Billboard Hot 100, но достиг высшей позиции под номером семь в чарте Bubbling Under Hot 100 Singles, который является расширением чарта Hot 100.[45]
21. ↑  «Fire Squad» не вошёл в чарт Billboard Hot 100, но достиг высшей позиции под номером пять в чарте Bubbling Under Hot 100 Singles, который является расширением чарта Hot 100.[45]
22. ↑  «G.O.M.D.» не вошёл в чарт Billboard Hot 100, но достигла высшей позиции под номером девять в чарте Bubbling Under Hot 100 Singles, который является расширением чарта Hot 100.[45]
23. ↑  «Jermaine's Interlude» не вошёл в чарт Hot R&B/Hip-Hop Songs, но достиг высшей позиции под номером один в чарте Bubbling Under R&B/Hip-Hop Singles, который является расширением чарта R&B/Hip-Hop Songs.[5]
24. ↑  «Immortal» не вошёл в чарт NZ Top 40 Singles, но достиг высшей позиции под номером четыре в чарте NZ Heatseeker Singles.[47]
25. ↑  «Photograph» не вошёл в чарт Swedish Singellista, но достиг высшей позиции под номером шесть в чарте Swedish Heatseeker.[67]
26. ↑  «Kevin's Heart» не вошёл в чарт Swedish Singellista, но достиг высшей позиции под номером восемь в чарте Swedish Heatseeker.[67]
27. ↑  «Motiv8» не вошёл в чарт Swedish Singellista, но достиг высшей позиции под номером пять в чарте Swedish Heatseeker.[67]
28. ↑  «1985» не вошёл в чарт Swedish Singellista, но достиг высшей позиции под номером 12 в чарте Swedish Heatseeker.[67]
29. ↑  «Pretty Little Fears» не вошёл в чарт NZ Top 40 Singles, но достиг высшей позиции под номером 13 в чарте NZ Hot Singles.[71]
30. ↑  «Pretty Little Fears» не вошёл в чарт Swedish Singellista, но достиг высшей позиции под номером 11 в чарте Swedish Heatseeker.[72]